# Kuusisaari (ö i Lappland, Tunturi-Lappi, lat 67,91, long 24,30)
Kuusisaari är en ö i Finland. Den ligger i sjön Kulkujärvi och i kommunen Kittilä i den ekonomiska regionen  Fjäll-Lappland  och landskapet Lappland, i den norra delen av landet, 900 km norr om huvudstaden Helsingfors. Öns area är 0,9 hektar och dess största längd är 130 meter i öst-västlig riktning.